# بالباتين

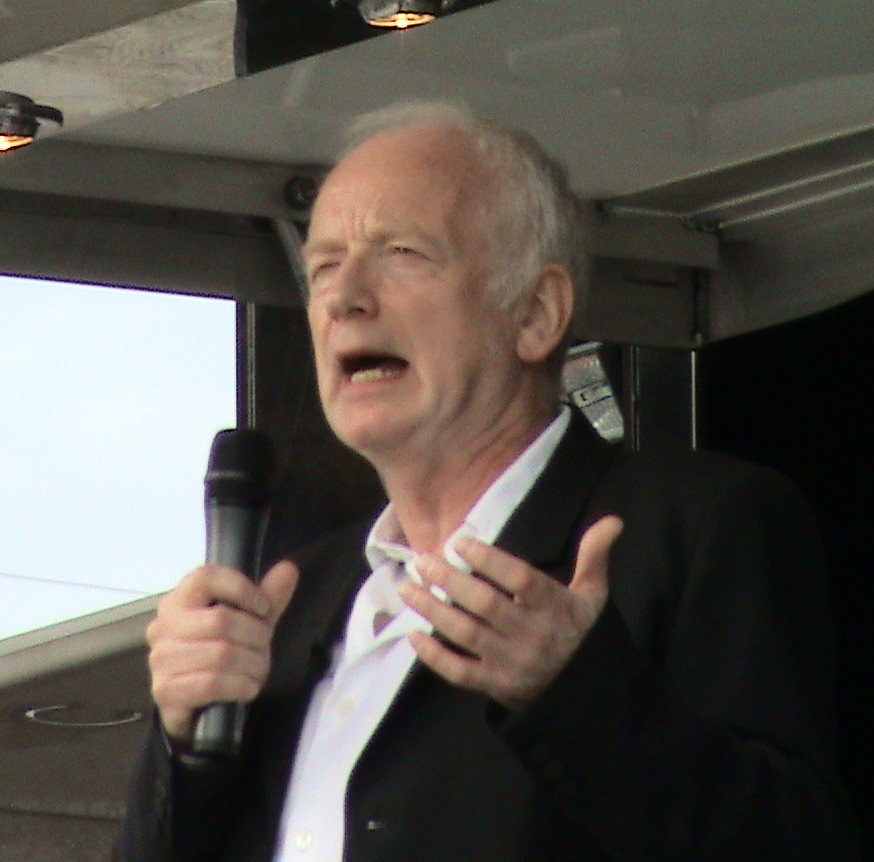
أيان مكديارميد الذي لعب دور بالباتين

بالباتين هو شخصية خيالية وهو الشرير الرئيسي في ملحمة حرب النجوم.
ظهر بالباتين باسم «الإمبراطور» في الثلاثية الأصلية، وبدا كشخص مسن وشاحب الوجه يحكم الإمبراطورية المجرية ويرتدي جلبابا أسوداً وكان رئيس دارث فيدر. أشرف الإمبراطور على المراحل الأخيرة من الحرب الأهلية المجرية بين تحالف المتمردين والإمبراطورية.
في الثلاثية التالية، يظهر بشكل سياسي كهل داخل الجمهورية المجرية ويتسلق سلم السلطة عن طريق المكر والغدر. كان بالباتين سيناتورا عن كوكب نابو ثم أصبح مستشار الجمهورية، وكانت شخصيته أمام العامة تظهر بمنظر موظف حسن النية ومؤيد للديمقراطية. ولكن تحت هذا القناع يخفي هوية دارث سيديوس، أحد أسياد السيث، الذي كان زعيم دارث مول والكونت دوكو. فتمكن من أن يخطط لعدة أحداث أدت في النهاية لتدمير نظام الجيداي والجمهورية، ما سمح له بتحويل الجمهورية إلى نظام شمولي ووحشي.
منذ أن ظهرت الشخصية في العروض الأولى لحرب النجوم، أصبح بالباتين رمزا للخداع والشر في الثقافة الشعبية.

## الظهور

### الحلقة الرابعة: أمل جديد
لا يظهر الإمبراطور في فيلم أمل جديد الذي عرض عام 1977، ولكن أتى ذكره على أنه حاكم الإمبراطورية على لسان الجنرال موف تاركين خلال اجتماع مع المجلس على نجمة الموت. حيث ذكر تاركين أن الإمبراطور قد حل مجلس شيوخ المجرة لزيادة دعمهم للمتمردين، وأعطى السلطة المباشرة لحكام الأقاليم التي تسيطر عليها الإمبراطورية.

### الحلقة الخامسة: الإمبراطورية ترد الضربة
في الحلقة الخامسة، يظهر الإمبراطور للمرة الأولى حيث كان رئيس دارث فيدر. حيث اتصل بفيدر عن طريق الموجات الطيفية ليحذره أن لوك سكاي ووكر أصبح يمثل تهديدا. لكن فادر أقنعه بأنه سيكون مفيدا إذا ما استطاع تحويله إلى الجانب المظلم من القوة.

### الحلقة السادسة: عودة الجيداي
في فيلم عودة الجيداي، يصل الإمبراطور بالباتين للإشراف على المراحل الأخيرة من بناء نجمة الموت الثانية ووضع فخ لتحالف المتمردين.
استطاع دارث فيدر أن يقنع الإمبراطور لمساعدته على تحويل ابنه لوك سكاي ووكر إلى الجانب المظلم. وعندما تواجه لوك مع الإمبراطور حاول الأخير إغراءه إلى الجانب المظلم باستغلال خوفه على أصدقائه. ما أدى إلى مبارزة بين لوك وفيدر انتهت بهزيمة فيدر. رفض لوك التحول إلى الجانب المظلم، مع دفع الإمبراطور لمهاجمته بموجة برق. انقلب فادر على سيده وألقى بنفسه مع الإمبراطور إلى مفاعل نجمة الموت، ليموتا معا.

### الحلقة الأولى: تهديد الشبح
في فيلم تهديد الشبح، يظهر بالباتين بدور السيناتور عن كوكب نابو، وبالمقابل فإن شخصيته الخفية «دارث سيديوس» تقنع اتحاد التجارة الفاسد بأن يحاصر كوكب نابو ويغزوه.
تهرب الملكة بادمي أميدالا إلى كوكب كوروسكانت لتطلب المشورة من بالباتين، الذي يقنعها تقدم عريضة بإزاحة المستشار فينيس فالوروم عن منصبه. وفي الوقت نفسه، أرسل سيديوس تلميذه دارث مول إلى نابو للإشراف على الغزو والعثور على الملكة، ولكن الخطة أحبطت على يد الجيداي كوي غون جين وتلميذه أوبي وان كينوبى. عاد بالباتين إلى نابو بعد انتخابه المستشار الجديد على الجمهورية.

### الحلقة الثانية: هجوم المستنسخين
في فيلم هجوم المستنسخين (بعد مرور عشر سنوات من أحداث الحلقة الأولى)، تصبح المجرة على شفا حرب أهلية حيث تسعى إحدى حركات الانفصالية لترك الجمهورية وتشكيل كونفدرالية من الأنظمة المستقلة يقودها الكونت دوكو، الذي كان من أسياد الجيداي ثم أصبح تابع دارث سيديوس.
طلب بالباتين من أناكين سكاي ووكر أن يحمل بادمي أميدالا إلى وطنها في كوكب نابو ويحرسها. في هذا الوقت كان أوبي وان يلاحق صياد الجوائز جانغو فيت إلى كوكب جيونوسيس، واكتشف هناك جيشا سريا من الروبوتات يتم بناؤه. استغل بالباتين الفرصة لإعلان حالة الطوارئ ومنحه سلطة مطلقة، واعدا بإعادة السلطة إلى المجلس حالما تنتهي الأزمة. أول قرار له كان السماح باستخدام جيش من المحاربين المستنسخين لمواجهة تهديد الانفصاليين. يشتبك أناكين وأوبي وان وبادمي مع باقي فرسان الجيداي في معركة ضد الآليين. بعد أن هُزم دوكو وإتباعه، اتجه إلى بالباتين وأعطاه مخططات السلاح الجديد، نجمة الموت.

### الحلقة الثالثة: انتقام السيث
في فيلم انتقام السيث (بعد ثلاث سنوات من أحداث الحلقة الثانية)، يتم اختطاف بالباتين من قبل الجنرال غريفوس كجزء من خطة بالباتين. قام أناكين بإنقاذ بالباتين قبل أن يتجابه مع الكونت دوكو. قام أناكين بقتل دوكو بأعصاب باردة وبتحريض من بالباتين. عاد بالباتين مع فرسان الجيداي إلى كوكب كوروسكانت.
أصبح بالباتين هو الديكتاتور بحكم الواقع، وأصبح قادرا على اتخاذ أي قرار في مجلس الشيوخ. وأحس مجلس الجيداي بالقلق اتجاهه، وازدادت شكوكهم بعد أن منحه مجلس الشيوخ صوتا في مجلس الجيداي وذلك بتعيين أناكين ممثلا شخصيا له. رفض المجلس منح أناكين رتبة سيد جيداي للحد من سلطة بالباتين عليهم، ثم أمره المجلس أن يتجسس على بالباتين. لكنه بدلا من ذلك كشف خطة الجيداي لبالباتين. عرض بالباتين على أناكين سر التلاعب بالحياة والموت. حيث وعده أنه سيتمكن من إنقاذ حياة بادمي.
أحس أناكين بالتذبذب في ولائه بين بالباتين والجيداي، وأبلغ ميس ويندو أن بالباتين وسيديوس هما نفس الشخص. انطلق ويندو مع ثلاثة من زملائه ليعتقلوا بالباتين. تمكن بالباتين من هزيمتهم جميعا إلا ويندو. أطلق بالباتين موجة البرق في وجه ويندو، لكن الأخير عكس الموجة نحو غريمه، ما أدى إلى تشوه وجه بالباتين (بالشكل الذي ظهر عليه في الثلاثية الأصلية). تدخل أناكين وقطع يد ويندو؛ فأرسل بالباتين موجة برق أخرى وألقى ويندو نحو حتفه. نذر أنأكين نفسه إلى الجانب المظلم، ليصبح بعدها دارث فيدر.
أصدر بالباتين الأمر للجنود المستنسخين لقتل أسياد الجيداي. ثم أرسل أناكين لقتل الجميع داخل معبد الجيداي ثم اغتيال الزعماء الانفصاليين على كوكب موستافار. أصدر بالباتين أمرا بتحويل الجمهورية المجرية إلى إمبراطورية وجعل نفسه زعيما مدى الحياة. قام يودا بمواجهة بالباتين في مكتبه، لكن المبارزة لم تسفر عن منتصر ثم يهرب بعدها يودا. أحس بالباتين أن أناكين في خطر، حيث وجده في موستافار وهو ينازع الموت بعد معركته مع أوبي وان. قام بالباتين بمنح تلميذه جسدا جديدا داخل بدلة سوداء مدرعة (كما ظهر بها في الثلاثية الأصلية). بعدما استعاد أناكين وعيه، أخبره بالباتين أنه أناكين قتل بادمي في أوج غضبه، فحطم ما تبقى من روح أناكين السابقة. وظهر وهو يشاهد بناء نجمة الموت الأصلية وإلى جانبه فيدر وموف تاركين.

### حرب المستنسخين (2003)
كان بالباتين شخصية محورية في مسلسل حرب المستنسخين الكرتوني الذي أعده جندى تارتاكوفسكي. وتدور أحداث المسلسل بين الحلقتين الثانية والثالثة. يظهر بالباتين بنفس الصورة التي ظهر بها في الأفلام، حيث يظهر بشخصيته الخفية (دارث سيديوس) وينظم العمليات الهجومية على الشخصيات المهمة والمواقع المجرية، وحتى بين أتباعه.

### حرب المستنسخين (2008)
ظهر بالباتين أيضا في فيلم حرب المستنسخين الذي أصدر عام 2008 الذي تقع أحداثه أيضا بين الحلقتين الثانية والثالثة، حيث قام بإرسال كونت دوكو لخطف ابن جابا ذا هات لقلب ولائه ضد الجمهورية ثم اتهام الجيداي بالأمر. لكن أناكين تمكن من إحباط المؤامرة. كسب بالباتين جابا إلى صفه رغم فشل الخطة.
في سلسلة الرسوم المتحركة المتفرعة من الفيلم، قام بالباتين باستئجار صياد جوائز ليتسلل إلى معبد الجيداي يسرق الكريستالة التي تحوي أسماء الأطفال الذين توجد القوة بداخلهم في كافة أنحاء المجرة، وبالتالي سيتحكم بمستقبل نظام الجيداي. تمكن أناكين من إفشال الخطة ويهرب صياد الجوائز دون أي أثر. كما سافر بالباتين على كوكب ماندالور عندما سيطر عليه دارث مول. اشتبك بالباتين مع تلميذه السابق وهزمه، ولكنه لم يقتله، عله يستفيد منه في المستقبل.

### أدب حرب النجوم
يظهر بالباتين بشكل موسع في أدب حرب النجوم خارج الأفلام. وكان أول ظهور له في الأدب عندما أدخله ألان دين فوستر في الاقتباس القصصي لنص فيلم أمل جديد، حيث نشر كتاب حرب النجوم: عن مغامرات لوك سكاي ووكر (1976). ويظهر بالباتين بشكل سيناتور ماكر استطاع أن يجعل نفسه رئيسا للجمهورية، ثم أعلن نفسه إمبراطورا وعزل نفسه عن الرعية، وأصبح في النهاية لعبة لدى مستشاريه.
كان ظهوره الرئيسي الأول في الأدب الموسع بين عامي 1991 و 1992 في الجزء الأول من سلسلة القصص المصورة إمبراطورية الظلام التي كتبها توم فايتش ورسمها كام كينيدي. تدور أحداث السلسلة بعد ست سنوات من أحداث فيلم عودة الجيداي، حيث بعث بالباتين من جديد وعادت روحه، وخطط لتقمص جسد مستنسخ لجسده السابق لكي يسيطر على المجرة مجددا. لكن لوك سكاي ووكر أحبط جميع خططه، وكان لوك قد أصبح من أسياد الجيداي. كما ساعدته أخته الأميرة ليا، والتي أصبحت هي أيضا من الجيداي.
ظهر بالباتين في الجزء الثاني من السلسلة، والذي نشر بين عامي 1994-1995 حيث بعث من جديد في جسد تم استنساخه. وحاول إعادة بناء الإمبراطورية بعد أن أصيب تحالف المتمردين بالضعف. . وفي نهاية الإمبراطورية (1995)، قام أفراد من الحرس الإمبراطوري برشوة المسؤول عن استنساخ بالباتين ليعبث بعينات حمضه النووي، ما سبب تحلل جسده المستنسخ بسرعة. حاول بالباتين أن يضع روحه في جسد ابن هان سولو الرضيع قبل أن يفنى جسده المستنسخ، لكن محاولته أحبطت مرة أخرى على يد لوك سكاي ووكر.
تركز الروايات والقصص المصورة التي نشرت قبل الحلقة الأولى (عام 1999) على دور بالباتين كإمبراطور على المجرة. في رواية ظلال الإمبراطورية (1996) بقلم ستيف بيري ورواية الدرع الماندالوري (1998) بقلم كيفن وين جيتر فهي تدور بين الحلقتين الخامسة والسادسة ويظهر فيها بالباتين وهو يستعين بأمراء الجريمة وصيادي الجوائز لمحاربة أعدائه. . في رواية أطفال الجيداي بقلم باربرا هامبلي (1995)، وتقع أحداثها بعد ثماني سنوات من الحلقة السادسة، وحيث تظهر امرأة تدعى روغاندا إسمارين وتدعي أن ابنها إيريك هو طفل بالباتين. في سلسلة أمير الجيداي يظهر مسخ بثلاثة عيون يدعى تريكلوبس ويدعى أنه الابن غير الشرعي لبالباتين. وتم خلقه من حمض نووي استخرج من بالباتين وزرع داخل امرأة، وعاش الولد بعيدا ومنسيا. كان له ابن يدعى كين والذي أصبح يعرف باسم أمير الجيداي وكان حفيد بالباتين.
بعد إصدار فيلم تهديد الشبح عام 1999، أصدر تيري بروكس النسخة الروائية عن الفيلم، حيث أرخ الكتاب دور بالباتين كسياسي وأحد أسياد السيث. في رواية دارث مول: صياد الظلال (2001) بقلم مايكل ريفز تظهر العلاقة دارث سيديوس مع تلميذه دارث مول. في رواية عباءة الخداع (2001) بقلم جيمس لوسينو والتي تتبع رواية ريفز، فهي تروي كيف أن دارث سيديوس شجع اتحاد التجارة لبناء جيش الآليين في تحضيرهم لغزو كوكب نابو. تركز الرواية أيضا على حياة بالباتين السياسية، وكيف انه أصبح مقربا من المستشار فينيس فالوروم وكيف تعرف على الملكة بادمي أميدالا. . كما يظهر دوره حرب المستسخين في روايات مثل نقطة التحطم بقلم ماثيو ستوفر (2003)، خديعة الحزام بقلم ستيفن بارنز (2004)، يودا: مقابلة في الظلام بقلم شون ستيوارت (2004)، و متاهة الشر بقلم جيمس لوسينو (2005)، دارث بلاغويس بقلم لوسينو أيضا (2012).
عقب إصدار فيلم انتقام السيث، ركز أدب حرب النجوم على دور بالباتين بعد إنشاء الإمبراطورية. في رواية سيد الظلام: صعود دارث فيدر بقلم جيمس لوسينو (2005) بعد أحداث فيلم انتقام السيث، قام الإمبراطور بإرسال دارث فيدر لكوكب مورخانا ليكتشف سبب رفض الجنود المستنسخين هناك تنفيذ الأوامر بتتبع فرسان الجيداي. وكان بالباتين يأمل أن يدرب فيدر على أساليب السيث والتخلص مما تبقى من روح أناكين سكاي ووكر.

## ابتكار الشخصية
غير لوكاس أفكاره عدة مرات حول شكل بالباتين ودوره في الملحمة. وعندما تم تصويره في ثلاثية حرب النجوم الأصلية، ذكر فقط أنه «الإمبراطور» ولم يذكر اسمه أو مكان عرشه. أما اسم «بالباتين» فلم يستعمل حتى الثلاثية التالية، وأول ذكر لهذا الاسم جاء في مقدمة الاقتباس الروائي فيلم أمل جديد بقلم آلان دين فوستر عام 1976، حيث تحدث الكتاب عن تسلقه سلم السلطة.
ومع ذلك، فلم يوضح لوكاس ما إذا كان ينوي جعل بالباتين إمبراطورا نصب نفسه أو أنه سليل عائلة من الأباطرة. وزعم مايكل كامينسكي، مؤلف كتاب «التاريخ السري لحرب النجوم»، أن ملاحظات لوكاس الأولية تتكلم عن مجموعة من الأباطرة الفاسدين، وليس واحدا فقط. وإذا كان بالباتين أولهم، فبالتالي لن يكون الحالي. تخلى لوكاس عن هذه الفكرة لاحقا، واختار التركيز على حاكم شرير واحد.
خلال عملية مراجعة قصة فيلم الإمبراطورية ترد الضربة، قرر لوكاس مع الكاتب لي براكيت أن يجعل الإمبراطور من النقاط الأساسية الفيلم؛ فلم يتم التعامل مع الإمبراطور في الفيلم الأول، وكانوا ينوون التعامل معه بمستوى أكثر واقعية. لكن لوكاس قرر في النهاية المطاف أن يضع الإمبراطور في فيلم عودة الجيداي.
في هذا الفيلم، تخلى لوكاس الفكرة الأولية للإمبراطور وصوره كحاكم ديكتاتوري. وكان قد استوحى الإمبراطور من شخصية مينغ القاسي من سلسلة فلاش غوردن. كما ارتبط صعود بالباتين والذي انطوى على طموح سياسي لا يرحم وتفكيك الديمقراطية للوصول إلى السلطة مع أمثلة في العالم الحقيقي مثل يوليوس قيصر ونابليون بونابرت وأدولف هتلر. وقال لوكاس، «بيت القصيد من الأفلام، والعنصر الأساسي فيها، هو سواء ذهبت بالتاريخ إلى الوراء أو الأمام، فإنك تبدأ بالديمقراطية، وتتحول الديمقراطية إلى ديكتاتورية، ومن ثم يأتي المتمردون ويعودون إلى الديموقراطية».
أراد لوكاس تصوير الإمبراطور بوصفه المصدر الحقيقي للشر في حرب النجوم. ولاحظ كاتب السيناريو لورانس كازدان، «إحساسي بالعلاقة بين دارث فيدر والإمبراطور، هو أن الإمبراطور أقوى بكثير... وأن فيدر يحس بالرهبة اتجاهه. فادر يتمتع بالكرامة، ولكن الإمبراطور هو من يمتلك القوة». وأوضح أن ذروة الفيلم هي المواجهة بين دارث فيدر وسيده. في أول مشهد ظهر فيه الإمبراطور، يصل إلى نجمة الموت ويتم استقبال بمجموعة من جنود العاصفة والفنيين وغيرهم من العاملين. وقال لوكاس أنه أراد أن يبدو مثل العروض العسكرية في عيد العمال في روسيا.
أدخل لوكاس شخصية الإمبراطور في الثلاثية التالية. ووفقا للوكاس، فقد كان دوره في تهديد الشبح هو تفسير «كيف أصبح أناكين سكاي ووكر تابعا لبالباتين» والأحداث التي تؤدي إلى صعوده سلم السلطة. . ظلت هوية بالباتين الأخرى – دارث سيديوس – في تهديد الشبح مجهولة، ولم تكن علاقته واضحة مع بالباتين، رغم أن الجمهور اتفق على أن دارث سيديوس وبالباتين هما نفس الشخص. وذكر الناقد السينمائي جوناثان بوين: «احتدم الجدل على الإنترنت بشأن العلاقة بين دارث سيديوس والسناتور بالباتين. معظم الهواة يعتقدون أنهما نفس الشخص ويظهر أن المنطق يدعم استنتاجهم». لاحظ بوين أن النقاش غذته حقيقة أن «اسم دارث سيديوس لا تظهر في قائمة الممثلين».

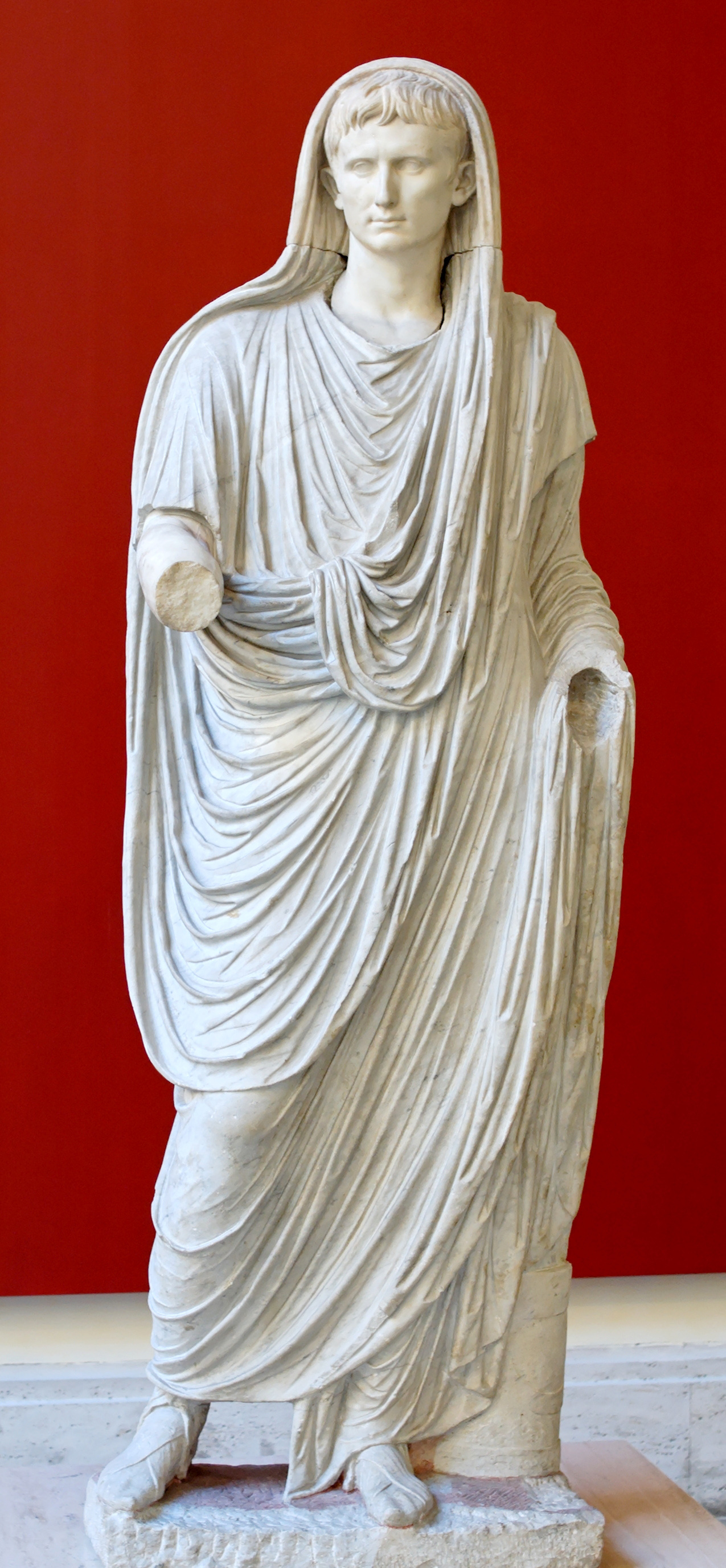
أغسطس في الثوب المصور به في بونتيفكس ماكسيموس.

في كتاب تاريخ حرب النجوم الذي نشرته شركة لوكاس فيلم، فهو يصف توطيد بالباتين لسلطته بنفس أسلوب السياسي الروماني أغسطس، وكان اسمه أوكتافيان قبل يعيد تسمية نفسه. كلاهما شرع حكمه الاستبدادي بقولهم أن الفساد في مجلس الشيوخ كان يعطل صلاحيات رئيس الدولة، وكلاهما ضغط على مجلس الشيوخ لمنح صلاحيات استثنائية للتعامل مع الأزمة، مدعين بأنهم سيتخلون عن تلك الصلاحيات متى انتهت الأزمة، واعتمد كلاهما على سيطرتهم القوية على القوة العسكرية.

## التصوير
عندما ظهر الإمبراطور أول مرة في فيلم الإمبراطورية ترد الضربة، ظهر بصورة هولوغرامية ومثلت دوره إلين بيكر، زوجة فنان الماكياج ريك بيكر. تم رسم عيون شمبانزي في تجويف عين مظلم خلال مرحلة ما بعد الإنتاج «لوضع صورة مقلقة عنه». وأدى صوته كلايف ريفل.
بعد عدة سنوات، وخلال إنتاج فيلم انتقام السيث، قرر لوكاس تصوير لقطات جديدة لفيلم الإمبراطورية ترد الضربة لخلق استمرارية بين الثلاثيتين. وعندما تم توزيع إصدار الدي في دي الخاص للفيلم عام 2004، تم استبدال الصورة الأصلية للإمبراطور بصورة ماكديارميد، ونقح الحوار بين الإمبراطور ودارث فيدر.
اختار لوكاس والمخرج ريتشارد ماركواند الممثل الشكسبيري الإسكتلندي إيان ماكديارميد للعب الإمبراطور بالباتين. وكان في أواخر الثلاثينات من عمره ولم يسبق له أن لعب دورا قياديا في فيلم طويل، وظهر في أدوار بسيطة في حفنة من الأفلام مثل صياد التنين (1981). استأنف ماكديارميد مسيرته المسرحية في لندن بعد فيلم عودة الجيداي. في مقابلة مع برنامج باك ستيج، ذكر ماكديارميد انه لم يضع يوما السينما نصب عينيه وحتى لم يقدم اختبارا للعب دور بالباتين. وتم استدعاؤه بعد أن شاهده مدير طاقم الممثلين في الفيلم وهو يلعب دور هوارد هيوز المحتضر في مسرحية "Seduced" بقلم سام شيبارد على مسرح البلاط الملكي.
فوجئ ماكديارميد عندما أتاه لوكاس بعد 16 عاما ليجسد دور بالباتين في الثلاثية التالية. وذكر في مقابلة أجريت معه: «عندما كنا نصور عودة الجيداي سرت إشاعة أن جورج لوكاس يخطط لتسعة أفلام في رأسه، وأنه أكمل لتوه ثلاثة منها. وقال أحدهم أنه ربما يريد العودة بالزمن ليروي كيف تحول فيدر إلى الجانب المظلم. لم يخطر لي أبدا أنني سأشارك في هذا، لأنني اعتقدت انه سوف يعطي شخصيتي لممثل أصغر. لكن من المفارقة أني كنت في السن المناسب».
في الثلاثية التالية قام مكديارميد بتصوير شخصيتي بالباتين. فعندما لعب دور سيديوس، كرر مكديارميد تصويره الشيطاني للإمبراطور من فيلم عودة الجيداي. وعدما صور بالباتين، أتى به كشخصية جذابة وأبوية.
خلال الأيام الأولى من تصوير على تهديد الشبح، صرح ماكديارميد، «عندما دخلت موقع تصوير الحلقة الأولى كان مثل العودة بالزمن إلى الوراء، وكنت أرى شخصية بالباتين مثيرة للاهتمام. فهو تقليدي من الخارج، ولكنه شيطاني في الداخل – يعيش على الحافة، ويحاول تجاوز كل ما هو ممكن». كما أضاف مكديارميد طبقة أخرى على الشخصية، وجعلها أكثر إقناعا وإخفاء الشر الكامن داخلها. وفي فيلم انتقام السيث، صور مكديارميد الشخصية بشكل أكثر قتامة، وقارنها بشخصية ياغو في مسرحية عطيل.
لاحظ مكديارميد أن الدور في «انتقام السيث» يتطلب حركة أكثر من الأفلام السابقة. كانت معارك سيوف السيوف الليزر تشكل تحديا للممثل الذي وصل الستين من العمر، وأخذ دروسا في المبارزة بالسيف مثل باقي الممثلين. وكان مكديارميد قد أدى اللقطات القريبة والتي لا تتضمن مجازفات. أما المجازفات فقد أداها بدلاؤه مايكل بيرن، سيباستيان ديكينز، بوب بولز.
استقبل أداء مكديارميد للشخصية باستحسان بين النقاد، مثل تود مكارثي من مجلة فارايتي. وإد هالتر من فيليج فويس. لكن أداءه لم يعجب الكل، فقد وصفه ديفد إدلستين من مجلة سليت: «أنه يشبه ملكة عجوز تحاول استبدال عشيقها العجوز (كونت دوكو) بصبي صغير».

## الزي والمكياج
لم يحتج أيان مكديارميد إلى الكثير من المكياج في فيلمي "تهديد الشبح" و "هجوم المستسخين". لكن تحويله إلى الصورة التي ظهر بها في فيلمي "عودة الجيداي" و "انتقام السيث" تطلب عمليات مكياج مكثفة كانت تأخذ أربع ساعات. وقال في جريدة هومينغ بيكون: "عدما تحول وجهي في الفيلم، رجع عقلي إلى الأفلام الصامتة مثل شبح الأوبرا من بطولة لون تشيني الأب". كتب روجر إيبرت أنه يشبه الموت في فيلم الختم السابع"  وقارنه مؤرخ الفلام روبن وود بالساحرة في فيلم سنو وايت والأقزام السبعة.
أما ثياب بالباتين فقد صممتها تريشا بيغار، التي لعبت دورا مهما في تطوير الشخصية. وقالت أزياء بالباتين شكلت أكبر تحدٍ لها، حيث قالت أن أزياءه الستة تزداد قتامة وبهرجة خلال الأفلام، فينتقل من الرمادي والبني حتى يصل إلى الأسود.

## الثقافة الشعبية
بعد العرض الأول لفيلم عودة الجيداي وأفلام الثلاثية التالية وحملة الترويج المصاحبة لها، أصبح بالباتين أحد رموز الثقافة الشعبية الأميركية. أنتجت شركة كينر/هاسبرو سلسلة من دمى الشخصية بين أعوام 1983-2005.
ناقش أكاديميون علاقة بالباتين بالثقافة الحديثة. قارن علماء دينيون مثل روس شيبرد كريمر، وليام كاسيدي، وسوزان شوارتز شخصية بالباتين وأبطال حرب النجوم بالمفهوم اللاهوتي عن الثنائية. وذكروا «يمكن للمرء أن يرى صورة الإمبراطور الشرير في حرب النجوم كشكل للشيطان، بقواه الجهنمية، وأتباعه الغامضين من الحرس الإمبراطوري». وجادل لورانس وجويت بأن قتل بالباتين في فيلم عودة الجيداي يمثل «إخضاع الشر».
تجاوز دور بالباتين عالم حرب النجوم وامتد إلى الثقافة الشعبية. حيث أصبح مرادفا في وسائل الإعلام الأمريكية للشر والخداع والتلاعب والسلطة. كما تستخدم الشخصية كأداة أدبية - إما كتشبيه أو استعارة - للتأكيد على هذه الصفات. واقتبس منها في السينما والتلفزيون في أعمال ساخرة مثل سيمبسون وفاميلي غاي وساوث بارك وأميريكان داد.
أصبحت الشخصية أيضا ظاهرة في السياسة. وأشار موقع BuzzFlash الليبرالي في عام 2004، " عندما رأينا السناتور زيل ميلر من جورجيا وهو يلقى خطابه في المؤتمر الوطني الجمهوري، ورأينا الكراهية في عينيه فتذكرنا شخصية الإمبراطور في حرب النجوم. كما قام السياسيون بمقارنات مشابهة. في عام 2005، قارن السناتور الديمقراطي فرانك لوتنبرج نظيره الجمهوري بيل فريست زعيم الأغلبية في ولاية تينيسي بشخصية بالباتين في كلمة ألقاها في مجلس الشيوخ.